# Старе Ібраєво
Старе Ібра́єво (рос. Старое Ибраево, башк. Иҫке Ибрай) — присілок у складі Аургазинського району Башкортостану, Росія. Входить до складу Ібраєвської сільської ради.
Населення — 234 особи (2010; 283 в 2002).
Національний склад:
- башкири — 45%
- татари — 34%